# Hard to Beat
Hard to Beat is een nummer van de Britse indierockband Hard-Fi uit 2005. Het is de derde single van hun debuutalbum Stars of CCTV.
Frontman Richard Archer zei dat "Hard to Beat" het favoriete nummer van de band was om live te spelen. Het nummer behaalde de 9e positie in het Verenigd Koninkrijk. In Nederland was het nummer iets minder succesvol; daar haalde het de 8e positie in de Tipparade.